# Langgletscher
Der Langgletscher ist ein Talgletscher im Talschluss des Lötschentals in den südlichen Berner Alpen. Er befindet sich auf dem Gebiet der Schweizer Gemeinde Blatten im Kanton Wallis. Der Gletscher mit ausgeprägter Zunge war im Jahr 1973 bei einer Fläche von 10,1 km² etwa 6,9 km lang. Bis 2010 hat sich seitdem, unterbrochen von einem Vorstoss in den 1980er Jahren, seine Länge um mehr als 400 Meter verkürzt. Seit dem Hochstadium während der Kleinen Eiszeit um die Mitte des 19. Jahrhunderts ist der Langgletscher um rund zwei Kilometer zurückgewichen.

## Lage
Der Langgletscher entsteht aus zwei Quellgletschern, von denen der grössere den Namen Anungletscher (auch Anengletscher) trägt und seinen Ursprung an der Südflanke des vergletscherten Mittaghorns auf 3890 m ü. M. hat. Er fliesst als über ein  Kilometer breiter Eisstrom mit starkem Gefälle südwärts den Hang hinunter. Der zweite Arm beginnt an der Lötschenlücke, einem 3170 m hohen vergletscherten Gebirgspass, und fliesst entlang dem Nordfuss des Schinhorns nach Südwesten. In seinem unteren Teil ist der Langgletscher nur rund 500 m breit. Die Gletscherzunge, die zum grössten Teil von Geschiebe bedeckt ist, liegt auf ungefähr 2100 m. Der Gletscher entwässert in die Lonza, welche durch das Lötschental zur Rhone fliesst.

## Entwicklung
| Jahr         | 1850 | 1973 | 1999/2000 | 2013        |
| Fläche (km²) | 12,5 | 10,1 | 9,1       | 8,01 (2018) |
| Länge (km)   | 8,6  | 6,9  | 6,7       | 6,5         |

## Bilder

Aufnahme vom 14. Oktober 1955
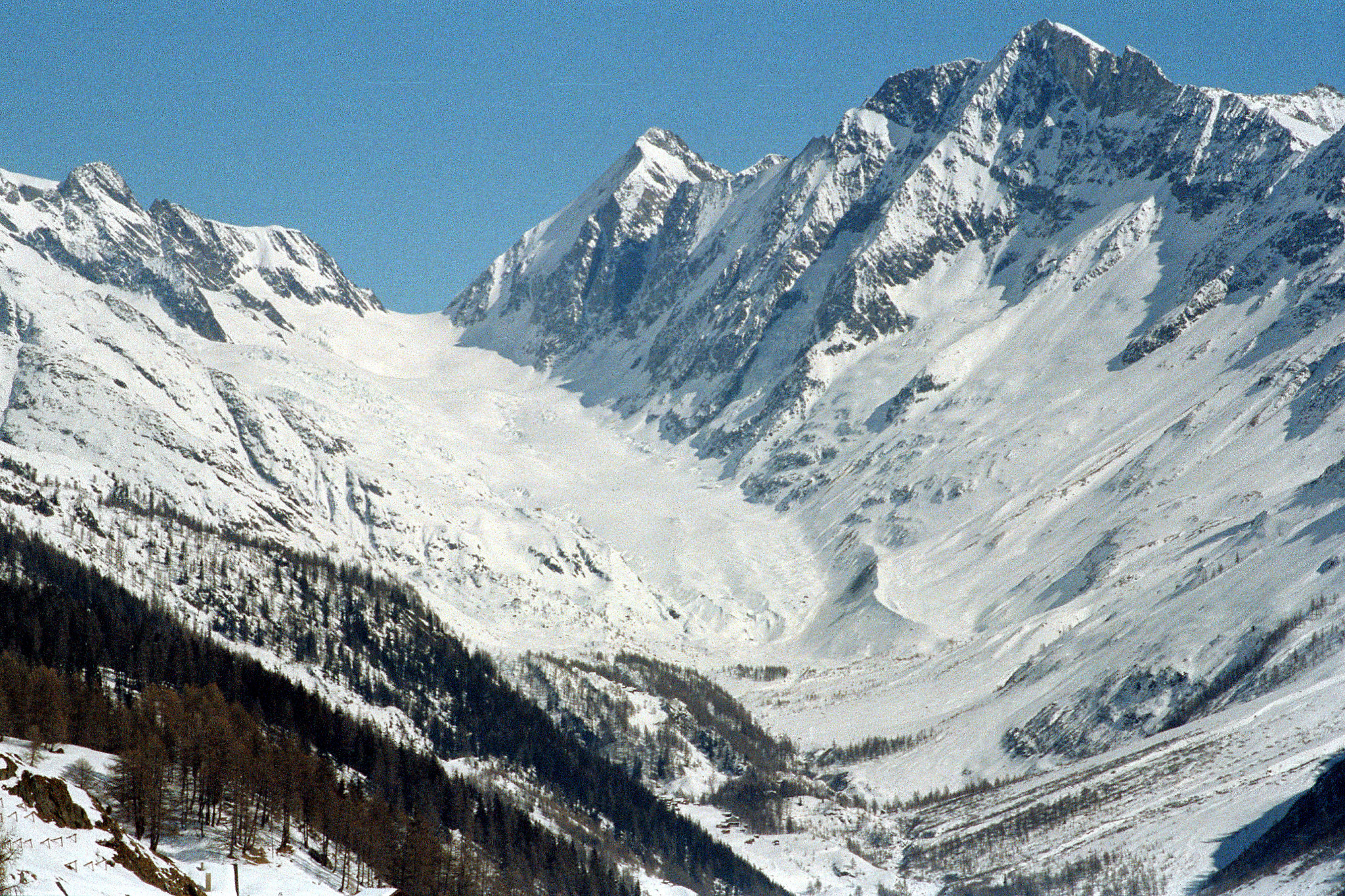
Aufnahme vom 3. März 1996
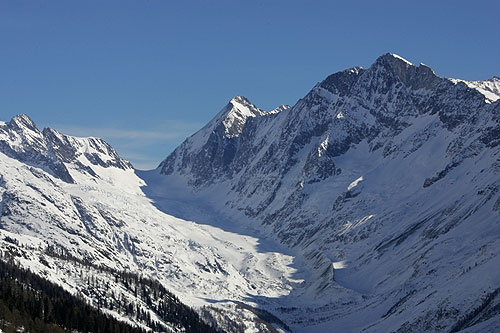
Aufnahme vom 8. Februar 2005
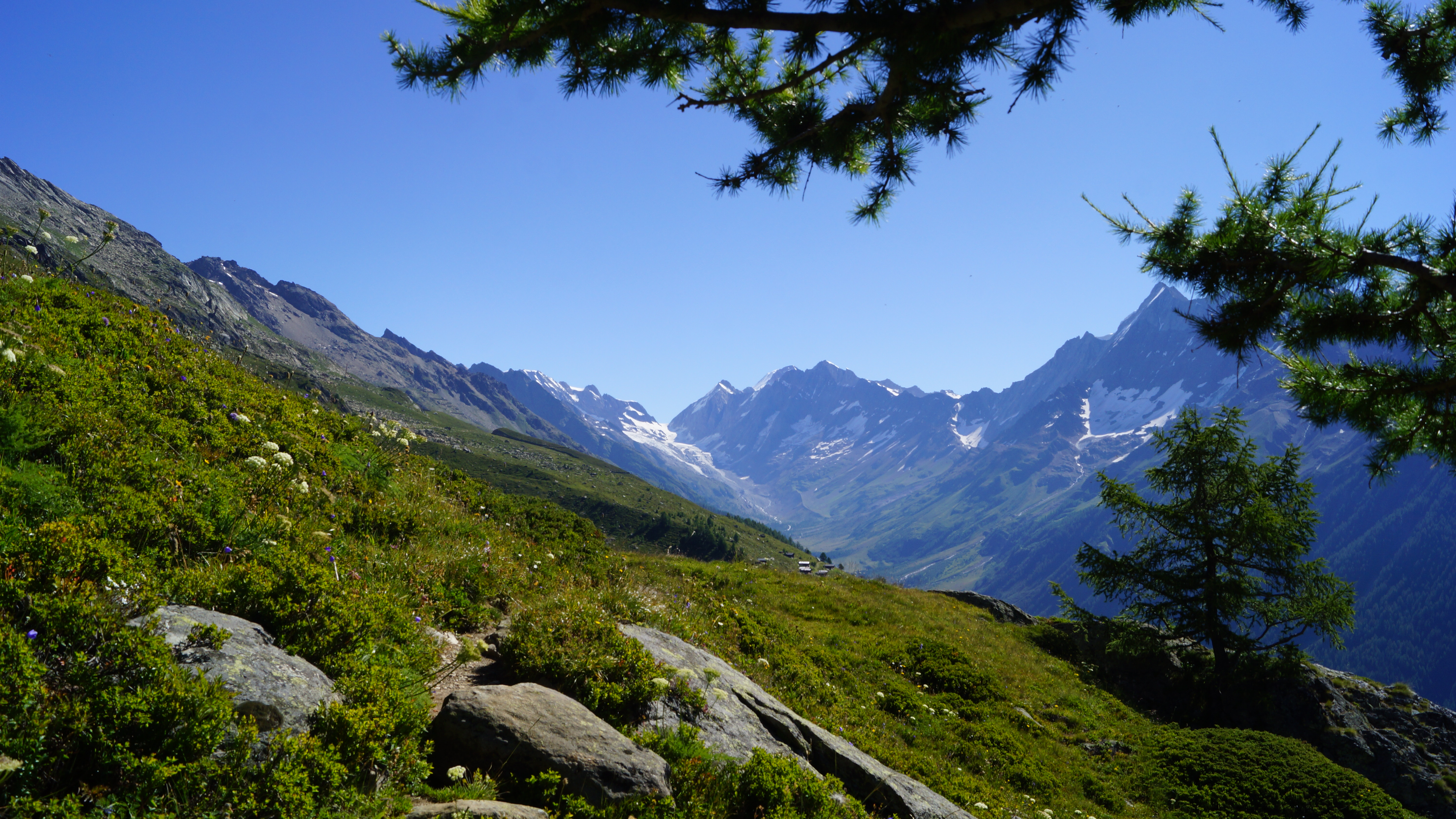
Aufnahme vom 27. Juli 2020

## Sonstiges
Auf einem Felsvorsprung des Anengrats, der den Langgletscher vom System des Aletschgletschers im Osten trennt, steht nahe der Lötschenlücke die Hollandiahütte des Schweizer Alpen-Clubs SAC auf 3240 m ü. M. Sie dient als wichtiger Etappenort von ausgedehnten Gletschertouren an der Route vom Lötschental zum Jungfraujoch oder weiter nach Osten bis zum Grimselpass.
Das Gletschervorfeld des Langgletschers ist ein Objekt des schweizerischen Inventars dieses Landschaftstyps von nationaler Bedeutung.